# D Bay 62
Bei den pfälzischen D Bay 62 handelt es sich um zweiachsige Abteilwagen nach Blatt 052 gemäß Wagenstandsverzeichnis der königl. bayerischen Staatseisenbahnen- linksrheinisches Netz von 1913. Die Wagen waren ursprünglich als solche der Gattung AB gebaut und wurden bereits 1907 nach Einführung der 4. Klasse zu solchen der Gattung D umgezeichnet.

## Beschaffung
Zwischen 1861 und 1890 wurden von den Pfälzischen Eisenbahnen insgesamt 407 zweiachsige Abteilwagen der Gattungen AB, B und C mit fast identischen Abmessungen und Baugrundsätzen beschafft. Ein großer Teil dieser Wagen wurde in der Folge ab 1907 zur Gattung D umgezeichnet. Es handelte sich dabei sowohl um ungebremste als auch um gebremste Fahrzeuge. Eine Besonderheit bei den gebremsten Wagen war die Nutzung von sogenannten Freisitzbremsen. Die Beschaffung der Wagen nach Blatt 052 erfolgte auf Rechnung aller drei Teilgesellschaften.

## Einsatz
Die Wagen kamen ausschließlich im Regionalverkehr zum Einsatz und da insbesondere in den Arbeiterzügen zu den industriellen Zentren wie Ludwigshafen, Frankenthal oder Kaiserslautern.

## Verbleib
Über den Verbleib ist wenig bekannt, da die Wagen der ehemaligen Pfälzischen Eisenbahnen bei der Reichsbahn nicht gesondert aufgeführt wurden, sondern zusammen mit denen der KBayStsB gelistet waren. In der Zusammenstellung der Bestände zum Stand von 31. Dezember 1932 des Reichsbahn Zentralamts werden noch 69 Wagen nachgewiesen. Wie viele davon noch zur Bundesbahn kamen kann mit den vorhandenen Daten nicht mit Bestimmtheit festgestellt werden.

## Konstruktive Merkmale

### Untergestell
Der Rahmen der Wagen hatte noch eine Mischbauform aus Holz und Eisen. Die äußeren Längsträger waren aus Eisen und hatten eine Doppel-T-Form. Die übrigen Querträger und auch die Pufferbohlen waren aus Holz. Als Zugeinrichtung hatten die Wagen Schraubenkupplungen mit Sicherheitshaken nach VDEV, die Zugstange war durchgehend und mittig gefedert. Als Stoßeinrichtung besaßen die Wagen Stangenpuffer mit einer Einbaulänge von 600 mm, die Pufferteller hatten einen Durchmesser von 370 mm. Bei den Wagen mit Bremserhaus (siehe in der Folge unter D Pfalz 62II) war die Einbaulänge der Puffer auf der Bremserhausseite auf 800 mm verlängert.

### Laufwerk
Die Wagen hatten genietete Fachwerkachshalter aus Flacheisen der kurzen, geraden Bauform. Gelagert waren die Achsen in geteilten Gleitachslagern. Die Räder der pfälzischen Achsgattung c hatten Speichenradkörper und einen Raddurchmesser von 1.014 mm. Die Federung war mit einfachen Laschen in den Federböcken befestigt.
Die Wagen hatten alle durchgehende, seitliche Laufbretter.

### Wagenkasten
Das Wagenkastengerippe bestand aus einem hölzernen Ständerwerk. Es war außen mit Blech und innen mit Holz verkleidet. Die Seitenwände waren an den Unterseiten leicht eingezogen. Die Wagen besaßen ein flach gewölbtes Dach. Je nach Bauform hatten die gebremsten Wagen entweder ein hochgesetztes, offenes Bremserhaus, welches nur einseitig zugänglich war, oder einen mittig angeordneten, in die Dachkante einer Stirnseite eingebauten Bremsersitz (Freisitzbremse).

### Ausstattung
Die Handbremsen im hochgesetzten Bremserhaus bzw. die Freisitzbremse wirkten auf alle Räder beidseitig. Laut Verzeichnis von 1913 waren die gebremsten Wagen mit Druckluftbremsen der Bauart Schleifer ausgestattet, ein Wagen hatte eine Bremse der Bauart Knorr.
Beheizt wurden die Wagen mittels Dampf. Einzelne Wagen hatten auch eine Presskohleheizung. Beleuchtet wurden die Wagen mit Gasleuchten. Der Vorratsbehälter mit einem Volumen von 650 Liter hing in Längsrichtung unter dem Untergestell.
Die Wagen hatten insgesamt drei Abteile. Zwei Abteile waren mit Sitzbänken quer zur Fahrtrichtung ausgestattet, das dritte, etwas größere Abteil hatte auch Sitzbänke an den Längswänden. In allen Abteilen war der Raum zwischen den Sitzbänken so bemessen, dass Traglasten mitgeführt werden konnten.

## Wagennummern
Die Daten sind den im Literaturverzeichnis aufgeführten verschiedenen Wagenpark-Verzeichnissen der Pfälzischen Eisenbahnen und der Kgl.Bayer.Staatseisenbahnen – Pfälzisches Netz, sowie den Büchern von Emil Konrad (Reisezugwagen der deutschen Länderbahnen, Band II) und Albert Mühl (Die Pfalzbahn) entnommen.
In Arbeit – wird neu gestaltet und bezgl. der Nummern erweitert
| Blatt-Nr. Herstelld.                                                   | Blatt-Nr. Herstelld.                                                   | Blatt-Nr. Herstelld.                                                   | Gattungszeichen je Epoche Wagennummern je Epoche                       | Gattungszeichen je Epoche Wagennummern je Epoche                       | Gattungszeichen je Epoche Wagennummern je Epoche                       | Gattungszeichen je Epoche Wagennummern je Epoche                       | Gattungszeichen je Epoche Wagennummern je Epoche                       | Gattungszeichen je Epoche Wagennummern je Epoche                       | Gattungszeichen je Epoche Wagennummern je Epoche                       | Gattungszeichen je Epoche Wagennummern je Epoche                       | Fahrwerk                                                               | Fahrwerk                                                               | Fahrwerk                                                               | Fahrwerk                                                               | Fahrwerk                                                               | Fahrwerk                                                               | Fahrwerk                                                               | Ausstattung                                                            | Ausstattung                                                            | Ausstattung                                                            | Ausstattung                                                            | Ausstattung                                                            | Ausstattung                                                            | Ausstattung                                                            | Ausstattung                                                            | Ausstattung                                                            | Zusatzinfos                                                            | Zusatzinfos |
| Bau- jahr                                                              | Her- steller                                                           | Anz.                                                                   | 1890                                                                   | 1902                                                                   | 1913                                                                   | Rep. 1919                                                              | DR (ab 1923)                                                           | DRG (ab 1930)                                                          | DRG Umbau                                                              | Ausge- mustert                                                         | Anz. Ach- sen                                                          | LüP                                                                    | Höhe SOK                                                               | Unt. Gest.                                                             | Achs sen Art                                                           | LA.                                                                    | Brem- sen                                                              | Bl.                                                                    | Hz.                                                                    | Art u.Anz. Abteile (Sitze je Klasse)                                   | Art u.Anz. Abteile (Sitze je Klasse)                                   | Art u.Anz. Abteile (Sitze je Klasse)                                   | Art u.Anz. Abteile (Sitze je Klasse)                                   | Art u.Anz. Abteile (Sitze je Klasse)                                   | Mil.                                                                   | Mil.                                                                   | Bemerkung                                                              |             |
| Wagen des Typ I, mit hochgesetztem, einseitig zugänglichen Bremserhaus | Wagen des Typ I, mit hochgesetztem, einseitig zugänglichen Bremserhaus | Wagen des Typ I, mit hochgesetztem, einseitig zugänglichen Bremserhaus | Wagen des Typ I, mit hochgesetztem, einseitig zugänglichen Bremserhaus | Wagen des Typ I, mit hochgesetztem, einseitig zugänglichen Bremserhaus | Wagen des Typ I, mit hochgesetztem, einseitig zugänglichen Bremserhaus | Wagen des Typ I, mit hochgesetztem, einseitig zugänglichen Bremserhaus | Wagen des Typ I, mit hochgesetztem, einseitig zugänglichen Bremserhaus | Wagen des Typ I, mit hochgesetztem, einseitig zugänglichen Bremserhaus | Wagen des Typ I, mit hochgesetztem, einseitig zugänglichen Bremserhaus | Wagen des Typ I, mit hochgesetztem, einseitig zugänglichen Bremserhaus | Wagen des Typ I, mit hochgesetztem, einseitig zugänglichen Bremserhaus | Wagen des Typ I, mit hochgesetztem, einseitig zugänglichen Bremserhaus | Wagen des Typ I, mit hochgesetztem, einseitig zugänglichen Bremserhaus | Wagen des Typ I, mit hochgesetztem, einseitig zugänglichen Bremserhaus | Wagen des Typ I, mit hochgesetztem, einseitig zugänglichen Bremserhaus | Wagen des Typ I, mit hochgesetztem, einseitig zugänglichen Bremserhaus | Wagen des Typ I, mit hochgesetztem, einseitig zugänglichen Bremserhaus | Wagen des Typ I, mit hochgesetztem, einseitig zugänglichen Bremserhaus | Wagen des Typ I, mit hochgesetztem, einseitig zugänglichen Bremserhaus | Wagen des Typ I, mit hochgesetztem, einseitig zugänglichen Bremserhaus | Wagen des Typ I, mit hochgesetztem, einseitig zugänglichen Bremserhaus | Wagen des Typ I, mit hochgesetztem, einseitig zugänglichen Bremserhaus | Wagen des Typ I, mit hochgesetztem, einseitig zugänglichen Bremserhaus | Wagen des Typ I, mit hochgesetztem, einseitig zugänglichen Bremserhaus | Wagen des Typ I, mit hochgesetztem, einseitig zugänglichen Bremserhaus | Wagen des Typ I, mit hochgesetztem, einseitig zugänglichen Bremserhaus | Wagen des Typ I, mit hochgesetztem, einseitig zugänglichen Bremserhaus |             |
| Blatt-Nr. aus WV von Gattung                                           | Blatt-Nr. aus WV von Gattung                                           | Blatt-Nr. aus WV von Gattung                                           | A.B. 1890 6I                                                           | A.B. 1902 6I                                                           | D 1913 52I                                                             |                                                                        | D Bay 62I                                                              | C Bay 62I                                                              |                                                                        |                                                                        |                                                                        |                                                                        |                                                                        | (siehe jeweilige Legende)                                              | (siehe jeweilige Legende)                                              | (siehe jeweilige Legende)                                              | (siehe jeweilige Legende)                                              | (siehe jeweilige Legende)                                              | (siehe jeweilige Legende)                                              | A                                                                      | I.                                                                     | II.                                                                    | III.                                                                   | IV.                                                                    | O                                                                      | M                                                                      | auf Rechnung der Ludwigsbahngesellschaft                               |             |
| ---------------------------------------------------------------------- | ---------------------------------------------------------------------- | ---------------------------------------------------------------------- | ---------------------------------------------------------------------- | ---------------------------------------------------------------------- | ---------------------------------------------------------------------- | ---------------------------------------------------------------------- | ---------------------------------------------------------------------- | ---------------------------------------------------------------------- | ---------------------------------------------------------------------- | ---------------------------------------------------------------------- | ---------------------------------------------------------------------- | ---------------------------------------------------------------------- | ---------------------------------------------------------------------- | ---------------------------------------------------------------------- | ---------------------------------------------------------------------- | ---------------------------------------------------------------------- | ---------------------------------------------------------------------- | ---------------------------------------------------------------------- | ---------------------------------------------------------------------- | ---------------------------------------------------------------------- | ---------------------------------------------------------------------- | ---------------------------------------------------------------------- | ---------------------------------------------------------------------- | ---------------------------------------------------------------------- | ---------------------------------------------------------------------- | ---------------------------------------------------------------------- | ---------------------------------------------------------------------- | ----------- |

| Herstelldaten        | Herstelldaten        | Herstelldaten        | Wagennummern je Epoche Gattungszeichen | Wagennummern je Epoche Gattungszeichen | Wagennummern je Epoche Gattungszeichen | Wagennummern je Epoche Gattungszeichen | Wagennummern je Epoche Gattungszeichen | Wagennummern je Epoche Gattungszeichen | Wagennummern je Epoche Gattungszeichen | Fahrwerk | Fahrwerk | Fahrwerk | Ausstattung | Ausstattung | Ausstattung | Ausstattung | Ausstattung | Ausstattung | Ausstattung | Zusatzinfos | Zusatzinfos | Zusatzinfos | Zusatzinfos |
| Bau- jahr            | Her- steller         | Anz.                 | ab 1875                                | ab 1909 (1907)                         | Rep. (1919)                            | DR (ab 1923) | DRG (ab 1930) | DRG n. Umbau | Ausge- mustert | Bremsen | Anz. Achs. | Lenk- achs. | Bl. | Hz. | Anz. Abort | Anz. Sitze je Klasse | Anz. Sitze je Klasse | Anz. Sitze je Klasse | Anz. Sitze je Klasse | Signal- halter | Bemerkung | | |
| Blatt-Nr. 052I       | Blatt-Nr. 052I       | Blatt-Nr. 052I       | C                                      | D                                      |                                        | D Bay 62 I | D Bay 62 I | | | (siehe Legende) | | | (siehe Legende) | (siehe Legende) | | 1. | 2. | 3. | 4. | (siehe Legende) | ungebremst Beschaffung auf Rechnung der Ludwigsbahn | | |
| -------------------- | -------------------- | -------------------- | -------------------------------------- | -------------------------------------- | -------------------------------------- | --- | --- | --- | --- | --- | --- | --- | --- | --- | --- | --- | --- | --- | --- | --- | --- | --- | --- |
| 1872                 |                      | 3                    | 28, 29, 30                             | 28, 29, 30                             |                                        | | | | | Ll; | 2 | | G | D | | | | | 48 | | | | |
| 1867                 |                      | 1                    | 38                                     | 38                                     |                                        | | | | | Ll; | 2 | | G | D | | | | | 48 | | | | |
| 1870/72              |                      | 3                    | 39, 40, 41                             | 39, 40, 41                             |                                        | | | | | Ll; | 2 | | G | D | | | | | 48 | | | | |
| 1870/72              |                      | 3                    | 44, 46, 47                             | 44, 46, 47                             |                                        | | | | | Ll; | 2 | | G | D | | | | | 48 | | | | |
| 1870                 |                      | 1                    | 48                                     | 48                                     |                                        | | | | | Ll; | 2 | | G | D;Pr | | | | | 48 | | | | |
| 1870                 |                      | 4                    | 49–52                                  | 49–52                                  |                                        | | | | | Ll; | 2 | | G | D | | | | | 48 | | | | |
| 1874                 |                      | 1                    | 67                                     | 67                                     |                                        | | | | | Ll; | 2 | | G | D | | | | | 48 | | | | |
| 1874                 |                      | 3                    | 68–70                                  | 68–70                                  |                                        | | | | | Ll; | 2 | | G | D;Pr | | | | | 48 | | | | |
| 1872/74              |                      | 2                    | 72, 147                                | 72, 147                                |                                        | | | | | Ll; | 2 | | G | D | | | | | 48 | | | | |
| 1869                 |                      | 1                    | 160                                    | 160                                    |                                        | | | | | Ll; | 2 | | G | D | | | | | 48 | | | | |
| Blatt-Nr. 052I       | Blatt-Nr. 052I       | Blatt-Nr. 052I       | C                                      | D                                      |                                        | D Bay 62 I | D Bay 62 I | | | (siehe Legende) | | | (siehe Legende) | (siehe Legende) | | 1. | 2. | 3. | 4. | (siehe Legende) | ungebremst Beschaffung auf Rechnung der Nordbahn | | |
| 1869                 |                      | 1                    | 3002                                   | 3002                                   |                                        | | | | | Ll; | 2 | | G | D | | | | | 48 | | | | |
| 1870                 |                      | 4                    | 3010–3013                              | 3010–3013                              |                                        | | | | | Ll; | 2 | | G | D | | | | | 48 | | | | |
| 1870                 |                      | 1                    | 3014                                   | 3014                                   |                                        | | | | | Ll; | 2 | | G | D;Pr | | | | | 48 | | | | |
| 1869/70              |                      | 5                    | 3015–3017 3068, 3090                   | 3015–3017 3068, 3090                   |                                        | | | | | Ll; | 2 | | G | D | | | | | 48 | | | | |
| Blatt-Nr. 052I       | Blatt-Nr. 052I       | Blatt-Nr. 052I       | C                                      | D                                      |                                        | D Bay 62 I | D Bay 62 I | | | (siehe Legende) | | | (siehe Legende) | (siehe Legende) | | 1. | 2. | 3. | 4. | (siehe Legende) | ungebremst Beschaffung auf Rechnung der Maximiliansbahn | | |
| 1869/70              |                      | 1                    | 5000                                   | 5000                                   |                                        | | | | | Ll; | 2 | | G | D | | | | | 48 | | | | |
| 1872                 |                      | 3                    | 5007–5009                              | 5007–5009                              |                                        | | | | | Ll; | 2 | | G | D | | | | | 48 | | | | |
| 1872                 |                      | 1                    | 5010                                   | 5010                                   |                                        | | | | | Ll; | 2 | | G | D;Pr | | | | | 48 | | | | |
| 1872/73              |                      | 8                    | 5011–5018                              | 5011–5018                              |                                        | | | | | Ll; | 2 | | G | D | | | | | 48 | | | | |
| Blatt-Nr. 052II      | Blatt-Nr. 052II      | Blatt-Nr. 052II      | C                                      | D                                      |                                        | D Bay 62 II | D Bay 62 II | | | (siehe Legende) | | | (siehe Legende) | (siehe Legende) | | 1. | 2. | 3. | 4. | (siehe Legende) | gebremst Beschaffung auf Rechnung der Ludwigsbahn | | |
| 1870/72              |                      | 3                    | 42, 43, 53                             | 42, 43, 53                             |                                        | | | | | Brh; Sbr; | 2 | | G | D | | | | | 48 | | | | |
| 1870                 |                      | 1                    | 54                                     | 54                                     |                                        | | | | | Brh; Sbr; | 2 | | G | D;Pr | | | | | 48 | | | | |
| 1862                 |                      | 2                    | 153, 154                               | 153, 154                               |                                        | | | | | Brh; Sbr; | 2 | | G | D | | | | | 48 | | | | |
| Blatt-Nr. 052II      | Blatt-Nr. 052II      | Blatt-Nr. 052II      | C                                      | D                                      |                                        | D Bay 62 II | D Bay 62 II | | | (siehe Legende) | | | (siehe Legende) | (siehe Legende) | | 1. | 2. | 3. | 4. | (siehe Legende) | gebremst Beschaffung auf Rechnung der Nordbahn | | |
| 1870/72              |                      | 1                    | 3018                                   | 3018                                   |                                        | | | | | Brh; Sbr; | 2 | | G | D | | | | | 48 | | | | |
| 1870/72              |                      | 1                    | 3019                                   | 3019                                   |                                        | | | | < 1917 | Brh; Sbr; | 2 | | G | D | | | | | 48 | | | | |
| 1872                 |                      | 1                    | 3021                                   | 3021                                   |                                        | | | | | Brh; Kp; | 2 | | G | D | | | | | 48 | | | | |
| 1872                 |                      | 1                    | 3023                                   | 3023                                   |                                        | | | | | Brh; Sbr; Ll; | 2 | | G | D | | | | | 48 | | | | |
| Blatt-Nr. 052II      | Blatt-Nr. 052II      | Blatt-Nr. 052II      | C                                      | D                                      |                                        | D Bay 62 II | D Bay 62 II | | | (siehe Legende) | | | (siehe Legende) | (siehe Legende) | | 1. | 2. | 3. | 4. | (siehe Legende) | gebremst Beschaffung auf Rechnung der Maximiliansbahn | | |
| 1868                 |                      | 4                    | 5001, 5002 5004, 5005                  | 5001, 5002 5004, 5005                  |                                        | | | | | Brh; Sbr; | 2 | | G | D | | | | | 48 | | | | |
| 1872                 |                      | 1                    | 5019                                   | 5019                                   |                                        | | | | | Brh; Sbr; | 2 | | G | D;Pr | | | | | 48 | | | | |
| 1874                 |                      | 1                    | 5074                                   | 5074                                   |                                        | | | | | Brh; Sbr; | 2 | | G | D | | | | | 48 | | | | |
| Blatt-Nr. 052III     | Blatt-Nr. 052III     | Blatt-Nr. 052III     | C                                      | D                                      |                                        | D Bay 62 III | D Bay 62 III | | | (siehe Legende) | | | (siehe Legende) | (siehe Legende) | | 1. | 2. | 3. | 4. | (siehe Legende) | gebremst Beschaffung auf Rechnung der Maximiliansbahn | | |
| 1872                 |                      | 4                    | 7, 8, 9, 10                            | 7, 8, 9, 10                            |                                        | | | | | Fbr; Sbr; | 2 | | G | D | | | | | 48 | | | | |
| 1874                 |                      | 2                    | 73, 75                                 | 73, 75                                 |                                        | | | | | Fbr; Sbr; | 2 | | G | D | | | | | 48 | | | | |
| 1878                 |                      | 2                    | 81, 84                                 | 81, 84                                 |                                        | | | | | Fbr; Sbr; | 2 | | G | D | | | | | 48 | | | | |
| Legende Bremsen      | Legende Bremsen      | Legende Bremsen      | Legende Bremsen                        | Handbremstypen                         | Handbremstypen                         | BrH = Bremserhaus; Pl = Handbremse auf Plattform; Fsbr = Freisitzbremse | BrH = Bremserhaus; Pl = Handbremse auf Plattform; Fsbr = Freisitzbremse | BrH = Bremserhaus; Pl = Handbremse auf Plattform; Fsbr = Freisitzbremse | BrH = Bremserhaus; Pl = Handbremse auf Plattform; Fsbr = Freisitzbremse | BrH = Bremserhaus; Pl = Handbremse auf Plattform; Fsbr = Freisitzbremse | BrH = Bremserhaus; Pl = Handbremse auf Plattform; Fsbr = Freisitzbremse | BrH = Bremserhaus; Pl = Handbremse auf Plattform; Fsbr = Freisitzbremse | BrH = Bremserhaus; Pl = Handbremse auf Plattform; Fsbr = Freisitzbremse | BrH = Bremserhaus; Pl = Handbremse auf Plattform; Fsbr = Freisitzbremse | BrH = Bremserhaus; Pl = Handbremse auf Plattform; Fsbr = Freisitzbremse | BrH = Bremserhaus; Pl = Handbremse auf Plattform; Fsbr = Freisitzbremse | BrH = Bremserhaus; Pl = Handbremse auf Plattform; Fsbr = Freisitzbremse | BrH = Bremserhaus; Pl = Handbremse auf Plattform; Fsbr = Freisitzbremse | BrH = Bremserhaus; Pl = Handbremse auf Plattform; Fsbr = Freisitzbremse | BrH = Bremserhaus; Pl = Handbremse auf Plattform; Fsbr = Freisitzbremse | BrH = Bremserhaus; Pl = Handbremse auf Plattform; Fsbr = Freisitzbremse | BrH = Bremserhaus; Pl = Handbremse auf Plattform; Fsbr = Freisitzbremse | BrH = Bremserhaus; Pl = Handbremse auf Plattform; Fsbr = Freisitzbremse |
|                      |                      |                      |                                        | Druckluftbremsen                       | Druckluftbremsen                       | Hnbr = Henri-Bremse; Hsbr = Henri-Schnellbremse; Kp. = Knorr-Bremse; Sbr. = Schleifer-Bremse; Ssbr = Schleifer-Schnellbremse; Wbr = Westinghouse-Bremse; Wsbr = Westinghouse-Schnellbremse; | Hnbr = Henri-Bremse; Hsbr = Henri-Schnellbremse; Kp. = Knorr-Bremse; Sbr. = Schleifer-Bremse; Ssbr = Schleifer-Schnellbremse; Wbr = Westinghouse-Bremse; Wsbr = Westinghouse-Schnellbremse; | Hnbr = Henri-Bremse; Hsbr = Henri-Schnellbremse; Kp. = Knorr-Bremse; Sbr. = Schleifer-Bremse; Ssbr = Schleifer-Schnellbremse; Wbr = Westinghouse-Bremse; Wsbr = Westinghouse-Schnellbremse; | Hnbr = Henri-Bremse; Hsbr = Henri-Schnellbremse; Kp. = Knorr-Bremse; Sbr. = Schleifer-Bremse; Ssbr = Schleifer-Schnellbremse; Wbr = Westinghouse-Bremse; Wsbr = Westinghouse-Schnellbremse; | Hnbr = Henri-Bremse; Hsbr = Henri-Schnellbremse; Kp. = Knorr-Bremse; Sbr. = Schleifer-Bremse; Ssbr = Schleifer-Schnellbremse; Wbr = Westinghouse-Bremse; Wsbr = Westinghouse-Schnellbremse; | Hnbr = Henri-Bremse; Hsbr = Henri-Schnellbremse; Kp. = Knorr-Bremse; Sbr. = Schleifer-Bremse; Ssbr = Schleifer-Schnellbremse; Wbr = Westinghouse-Bremse; Wsbr = Westinghouse-Schnellbremse; | Hnbr = Henri-Bremse; Hsbr = Henri-Schnellbremse; Kp. = Knorr-Bremse; Sbr. = Schleifer-Bremse; Ssbr = Schleifer-Schnellbremse; Wbr = Westinghouse-Bremse; Wsbr = Westinghouse-Schnellbremse; | Hnbr = Henri-Bremse; Hsbr = Henri-Schnellbremse; Kp. = Knorr-Bremse; Sbr. = Schleifer-Bremse; Ssbr = Schleifer-Schnellbremse; Wbr = Westinghouse-Bremse; Wsbr = Westinghouse-Schnellbremse; | Hnbr = Henri-Bremse; Hsbr = Henri-Schnellbremse; Kp. = Knorr-Bremse; Sbr. = Schleifer-Bremse; Ssbr = Schleifer-Schnellbremse; Wbr = Westinghouse-Bremse; Wsbr = Westinghouse-Schnellbremse; | Hnbr = Henri-Bremse; Hsbr = Henri-Schnellbremse; Kp. = Knorr-Bremse; Sbr. = Schleifer-Bremse; Ssbr = Schleifer-Schnellbremse; Wbr = Westinghouse-Bremse; Wsbr = Westinghouse-Schnellbremse; | Hnbr = Henri-Bremse; Hsbr = Henri-Schnellbremse; Kp. = Knorr-Bremse; Sbr. = Schleifer-Bremse; Ssbr = Schleifer-Schnellbremse; Wbr = Westinghouse-Bremse; Wsbr = Westinghouse-Schnellbremse; | Hnbr = Henri-Bremse; Hsbr = Henri-Schnellbremse; Kp. = Knorr-Bremse; Sbr. = Schleifer-Bremse; Ssbr = Schleifer-Schnellbremse; Wbr = Westinghouse-Bremse; Wsbr = Westinghouse-Schnellbremse; | Hnbr = Henri-Bremse; Hsbr = Henri-Schnellbremse; Kp. = Knorr-Bremse; Sbr. = Schleifer-Bremse; Ssbr = Schleifer-Schnellbremse; Wbr = Westinghouse-Bremse; Wsbr = Westinghouse-Schnellbremse; | Hnbr = Henri-Bremse; Hsbr = Henri-Schnellbremse; Kp. = Knorr-Bremse; Sbr. = Schleifer-Bremse; Ssbr = Schleifer-Schnellbremse; Wbr = Westinghouse-Bremse; Wsbr = Westinghouse-Schnellbremse; | Hnbr = Henri-Bremse; Hsbr = Henri-Schnellbremse; Kp. = Knorr-Bremse; Sbr. = Schleifer-Bremse; Ssbr = Schleifer-Schnellbremse; Wbr = Westinghouse-Bremse; Wsbr = Westinghouse-Schnellbremse; | Hnbr = Henri-Bremse; Hsbr = Henri-Schnellbremse; Kp. = Knorr-Bremse; Sbr. = Schleifer-Bremse; Ssbr = Schleifer-Schnellbremse; Wbr = Westinghouse-Bremse; Wsbr = Westinghouse-Schnellbremse; | Hnbr = Henri-Bremse; Hsbr = Henri-Schnellbremse; Kp. = Knorr-Bremse; Sbr. = Schleifer-Bremse; Ssbr = Schleifer-Schnellbremse; Wbr = Westinghouse-Bremse; Wsbr = Westinghouse-Schnellbremse; | Hnbr = Henri-Bremse; Hsbr = Henri-Schnellbremse; Kp. = Knorr-Bremse; Sbr. = Schleifer-Bremse; Ssbr = Schleifer-Schnellbremse; Wbr = Westinghouse-Bremse; Wsbr = Westinghouse-Schnellbremse; |
|                      |                      |                      |                                        | Saugluftbremsen                        | Saugluftbremsen                        | Hbr = Hardy-Bremse; Ahbr = Autom. Hardy-Vacuumbremse | Hbr = Hardy-Bremse; Ahbr = Autom. Hardy-Vacuumbremse | Hbr = Hardy-Bremse; Ahbr = Autom. Hardy-Vacuumbremse | Hbr = Hardy-Bremse; Ahbr = Autom. Hardy-Vacuumbremse | Hbr = Hardy-Bremse; Ahbr = Autom. Hardy-Vacuumbremse | Hbr = Hardy-Bremse; Ahbr = Autom. Hardy-Vacuumbremse | Hbr = Hardy-Bremse; Ahbr = Autom. Hardy-Vacuumbremse | Hbr = Hardy-Bremse; Ahbr = Autom. Hardy-Vacuumbremse | Hbr = Hardy-Bremse; Ahbr = Autom. Hardy-Vacuumbremse | Hbr = Hardy-Bremse; Ahbr = Autom. Hardy-Vacuumbremse | Hbr = Hardy-Bremse; Ahbr = Autom. Hardy-Vacuumbremse | Hbr = Hardy-Bremse; Ahbr = Autom. Hardy-Vacuumbremse | Hbr = Hardy-Bremse; Ahbr = Autom. Hardy-Vacuumbremse | Hbr = Hardy-Bremse; Ahbr = Autom. Hardy-Vacuumbremse | Hbr = Hardy-Bremse; Ahbr = Autom. Hardy-Vacuumbremse | Hbr = Hardy-Bremse; Ahbr = Autom. Hardy-Vacuumbremse | Hbr = Hardy-Bremse; Ahbr = Autom. Hardy-Vacuumbremse | Hbr = Hardy-Bremse; Ahbr = Autom. Hardy-Vacuumbremse |
| Legende BL           | Legende BL           | Legende BL           | Legende BL                             | Arten der Beleuchtung                  | Arten der Beleuchtung                  | P = Petroleumleuchte; G = Gasleuchte; Gg = Gas-Glühleuchte; El = elektrische Beleuchtung | P = Petroleumleuchte; G = Gasleuchte; Gg = Gas-Glühleuchte; El = elektrische Beleuchtung | P = Petroleumleuchte; G = Gasleuchte; Gg = Gas-Glühleuchte; El = elektrische Beleuchtung | P = Petroleumleuchte; G = Gasleuchte; Gg = Gas-Glühleuchte; El = elektrische Beleuchtung | P = Petroleumleuchte; G = Gasleuchte; Gg = Gas-Glühleuchte; El = elektrische Beleuchtung | P = Petroleumleuchte; G = Gasleuchte; Gg = Gas-Glühleuchte; El = elektrische Beleuchtung | P = Petroleumleuchte; G = Gasleuchte; Gg = Gas-Glühleuchte; El = elektrische Beleuchtung | P = Petroleumleuchte; G = Gasleuchte; Gg = Gas-Glühleuchte; El = elektrische Beleuchtung | P = Petroleumleuchte; G = Gasleuchte; Gg = Gas-Glühleuchte; El = elektrische Beleuchtung | P = Petroleumleuchte; G = Gasleuchte; Gg = Gas-Glühleuchte; El = elektrische Beleuchtung | P = Petroleumleuchte; G = Gasleuchte; Gg = Gas-Glühleuchte; El = elektrische Beleuchtung | P = Petroleumleuchte; G = Gasleuchte; Gg = Gas-Glühleuchte; El = elektrische Beleuchtung | P = Petroleumleuchte; G = Gasleuchte; Gg = Gas-Glühleuchte; El = elektrische Beleuchtung | P = Petroleumleuchte; G = Gasleuchte; Gg = Gas-Glühleuchte; El = elektrische Beleuchtung | P = Petroleumleuchte; G = Gasleuchte; Gg = Gas-Glühleuchte; El = elektrische Beleuchtung | P = Petroleumleuchte; G = Gasleuchte; Gg = Gas-Glühleuchte; El = elektrische Beleuchtung | P = Petroleumleuchte; G = Gasleuchte; Gg = Gas-Glühleuchte; El = elektrische Beleuchtung | P = Petroleumleuchte; G = Gasleuchte; Gg = Gas-Glühleuchte; El = elektrische Beleuchtung |
| Legende HZ           | Legende HZ           | Legende HZ           | Legende HZ                             | Arten der Beheizung                    | Arten der Beheizung                    | O = Ofenheizung; D = Dampfheizung; Pr. = Presskohleheizung; L = nur Dampfleitung | O = Ofenheizung; D = Dampfheizung; Pr. = Presskohleheizung; L = nur Dampfleitung | O = Ofenheizung; D = Dampfheizung; Pr. = Presskohleheizung; L = nur Dampfleitung | O = Ofenheizung; D = Dampfheizung; Pr. = Presskohleheizung; L = nur Dampfleitung | O = Ofenheizung; D = Dampfheizung; Pr. = Presskohleheizung; L = nur Dampfleitung | O = Ofenheizung; D = Dampfheizung; Pr. = Presskohleheizung; L = nur Dampfleitung | O = Ofenheizung; D = Dampfheizung; Pr. = Presskohleheizung; L = nur Dampfleitung | O = Ofenheizung; D = Dampfheizung; Pr. = Presskohleheizung; L = nur Dampfleitung | O = Ofenheizung; D = Dampfheizung; Pr. = Presskohleheizung; L = nur Dampfleitung | O = Ofenheizung; D = Dampfheizung; Pr. = Presskohleheizung; L = nur Dampfleitung | O = Ofenheizung; D = Dampfheizung; Pr. = Presskohleheizung; L = nur Dampfleitung | O = Ofenheizung; D = Dampfheizung; Pr. = Presskohleheizung; L = nur Dampfleitung | O = Ofenheizung; D = Dampfheizung; Pr. = Presskohleheizung; L = nur Dampfleitung | O = Ofenheizung; D = Dampfheizung; Pr. = Presskohleheizung; L = nur Dampfleitung | O = Ofenheizung; D = Dampfheizung; Pr. = Presskohleheizung; L = nur Dampfleitung | O = Ofenheizung; D = Dampfheizung; Pr. = Presskohleheizung; L = nur Dampfleitung | O = Ofenheizung; D = Dampfheizung; Pr. = Presskohleheizung; L = nur Dampfleitung | O = Ofenheizung; D = Dampfheizung; Pr. = Presskohleheizung; L = nur Dampfleitung |
| Legende Signalhalter | Legende Signalhalter | Legende Signalhalter | Legende Signalhalter                   | zum Übergang nach                      | zum Übergang nach                      | AT = Österreich; IT = Italien; CH = Schweiz; FR = Frankreich; BE = Belgien | AT = Österreich; IT = Italien; CH = Schweiz; FR = Frankreich; BE = Belgien | AT = Österreich; IT = Italien; CH = Schweiz; FR = Frankreich; BE = Belgien | AT = Österreich; IT = Italien; CH = Schweiz; FR = Frankreich; BE = Belgien | AT = Österreich; IT = Italien; CH = Schweiz; FR = Frankreich; BE = Belgien | AT = Österreich; IT = Italien; CH = Schweiz; FR = Frankreich; BE = Belgien | AT = Österreich; IT = Italien; CH = Schweiz; FR = Frankreich; BE = Belgien | AT = Österreich; IT = Italien; CH = Schweiz; FR = Frankreich; BE = Belgien | AT = Österreich; IT = Italien; CH = Schweiz; FR = Frankreich; BE = Belgien | AT = Österreich; IT = Italien; CH = Schweiz; FR = Frankreich; BE = Belgien | AT = Österreich; IT = Italien; CH = Schweiz; FR = Frankreich; BE = Belgien | AT = Österreich; IT = Italien; CH = Schweiz; FR = Frankreich; BE = Belgien | AT = Österreich; IT = Italien; CH = Schweiz; FR = Frankreich; BE = Belgien | AT = Österreich; IT = Italien; CH = Schweiz; FR = Frankreich; BE = Belgien | AT = Österreich; IT = Italien; CH = Schweiz; FR = Frankreich; BE = Belgien | AT = Österreich; IT = Italien; CH = Schweiz; FR = Frankreich; BE = Belgien | AT = Österreich; IT = Italien; CH = Schweiz; FR = Frankreich; BE = Belgien | AT = Österreich; IT = Italien; CH = Schweiz; FR = Frankreich; BE = Belgien |